# 為妳鍾情 (張國榮專輯)
《為妳鍾情》:165是香港歌手張國榮的第六張錄音室專輯、第五張粵語錄音室專輯，於1985年5月14日由華星唱片發行。

## 專輯介紹
1985年推出的專輯，首先發行的是限量版白膠唱片，開創了香港有顏色唱片的先河，第二版才以黑膠唱片發行，大碟的封面印有張國榮的英文親筆簽名；盒帶方面，首批為黑色，其後才發行白色。
雖然張國榮以一曲《Monica》確立了他在勁歌熱舞的歌路，《為妳鍾情》卻回歸以溫柔情歌作主打，其他經典情歌包括《我願意》和《痴心的我》。大碟同時收錄了《不羈的風》、《第一次》及《少女心事》三首令人印象深刻的快歌。这张专辑有四首歌曲入选劲歌金曲季选。
此專輯充分表現了張國榮拿捏歌曲的功力，任何類型的歌曲均能駕馭得恰到好處；快歌表現熱情奔放、慢歌盡顯情深款款，而且能延續了張國榮1980年代的日本歌風格，其中一半的歌曲的改編日本歌，包括主打歌《不羈的風》。

## 宣傳活動
當年張國榮推出本專輯時，無綫《勁歌金曲》舉辦一個抽獎活動，「中獎」的10個女仔可以同哥哥影婚紗相。

## 翻唱版本
为你钟情
- 刘德华于2008年东亚群星演唱会翻唱
- 张学友于继续宠爱十年演唱会翻唱
- 黎明于2023年4月1日致敬音乐会翻唱
- 李克勤于TMElive翻唱
- 张敬轩于the next 20 Hins香港演唱会翻唱
- 张靓颖2011年广州演唱会翻唱
- 单依纯于声生不息翻唱

## 獎項
- 1985年第八屆香港電台十大中文金曲《不羈的風》
- 1985年第三屆無線電視十大勁歌金曲《不羈的風》
- 1985年第三屆無線電視十大勁歌金曲最佳唱片監製

## 曲目[1]
| 曲序 | 曲目       |        | 作曲       | 编曲                  | 备注                                                    |
| ---- | ---------- | ------ | ---------- | --------------------- | ------------------------------------------------------- |
| 1.   | 不羈的風   | 林振強 | 大澤誉志幸 | 羅迪                  | 改編自吉川晃司的ラ・ヴィアンローズ                      |
| 2.   | 第一次     | 黎彼得 | 細野晴臣   | 黎小田                | 改編自中森明菜的禁区 其他粵語改編版本為李麗蕊的戀愛熱線 |
| 3.   | 我願意     | 鄭國江 | 黎小田     | 黎小田                |                                                         |
| 4.   | 甜蜜的禁果 | 鄭國江 | 小田裕一郎 | 羅迪                  | 改編自杏里的CAT'S EYE                                   |
| 5.   | 心中情     | 薛志雄 | 林敏怡     | 林敏怡                |                                                         |
| 6.   | 為妳鍾情   | 黃霑   | 王正宇     | Eugenio Nonoy O'Campo |                                                         |
| 7.   | 少女心事   | 林敏驄 | 小坂明子   | 黎小田                | 改編自清水宏次郎的Sayonara                              |
| 8.   | 痴心的我   | 向雪懷 | 黎小田     | 黎小田                | 向雪懷的初稿名為《可有想着我》                          |
| 9.   | 七色的愛   | 潘偉源 | 林慕德     | 林慕德                |                                                         |
| 10.  | 雨中的浪漫 | 潘偉源 | 木森敏之   | 黎小田                | 改編自レインボー・シスターズ的悲しきウェザーガール      |